# Dendrobium
Дендробіум (Dendrobium) — рід багаторічних трав'янистих рослин родини орхідні.
Абревіатура родової назви використовувана в аматорському і промисловому квітникарстві — Den.
Багато представників роду і гібриди з їхньою участю є популярними кімнатними і оранжерейними рослинами, а також широко представлені в ботанічних садах.

## Опис
Види Dendrobium переважно епіфітні або літофітні, хоча деякі види є наземними.
Рослина невеликого зросту, від 40 до 90 см, стебло складається з циліндричних псевдобульб. Листя ланцетної форми (5-10 см), розташовуються по черзі на стеблі. З пазух листя ростуть квітконоси, які містять 1-4 ароматних квітки, діаметром 6-8 см. Забарвлення найрізноманітніше: біле, жовте, помаранчеве, бузкове, двох і триколірне.
Як кімнатні рослини виведені гібриди дендробіума, найпоширеніший з них — дендробіум нобіле (Dendrobium nobile) або дендробіум благородний. За популярністю серед кімнатних орхідей дендробіуми поступаються лише фаленопсисам.

## Освітлення і температура
Освітлення. Дуже світлолюбна рослина воліє східні, Південно-східні і південно-західні вікна. У силу того, що рослина погано переносить температури вище 27°С, на південному вікні її можна лишати тільки в осінньо-зимовий період. Якщо ж Дендробіум розташований на північному вікні, то восени і взимку йому необхідно додаткове досвічування лампами (4 години в день).
За листям дендробіума можна визначити, чи достатньо він отримує світла. При достатньому освітленні вони зелені, при надмірному — стають салатового кольору і на них можуть з'явитися опіки. При нестачі світла-листя темно зелені, при гострій нестачі — жовтого кольору.
Температура. Дендробіум воліє помірні температури. У період активного росту бажано підтримувати денну температуру в районі 20-26 °C, вночі — 15-20 °C. У цей час орхідеї піде на користь перебування на відкритому повітрі — на не заскленому балконі, веранді або в саду. Природний добовий перепад температур необхідний активного розвитку, закладання квіткових бруньок і пишного цвітіння взимку.
В осінньо-зимовий період, коли зростання закінчується, денну температуру змісту потрібно знизити до 12-17 °C, нічну до 10-13 °C. У той же час забезпечити орхідеї інтенсивне світло (південне вікно + досвічування) і скоротити полив. Тільки з дотриманням цих умов Дендробіум буде добре цвісти.
При занадто високій температурі (вище 33 °C) коріння рослини перестають поглинати воду, в той же час листя її випаровують і вона може засохнути.

## Таксономія та назва
Рід дендробіум був вперше офіційно описаний у 1799 році Олофом Шварцем, опис був опублікований у Nova Acta Regiae Societatis Scientiarum Upsaliensis. Назва Dendrobium походить від давньогрецьких слів dendron, що означає «дерево», і bios – «життя».
У 1981 році Фрідріх Брігер перекласифікував всі теретолистні дендробіуми з Австралії та Нової Гвінеї в новий рід Dockrillia, а у 2002 році Девід Джонс і Марк Клементс розділили рід на більш дрібні роди, включаючи Thelychiton, Tropilis, Vappodes і Winika, але всі ці роди розглядаються як синоніми в світовому переліку відібраних родин рослин.

## Поширення
Тропічна Азія, острови Океанії, Австралія, Нова Зеландія, Нова Гвінея, Китай, Японія і Філіппіни.
Рівнинні, передгірні та гірські ліси з більш-менш вираженими сезонними змінами клімату.

## Використання в народній медицині

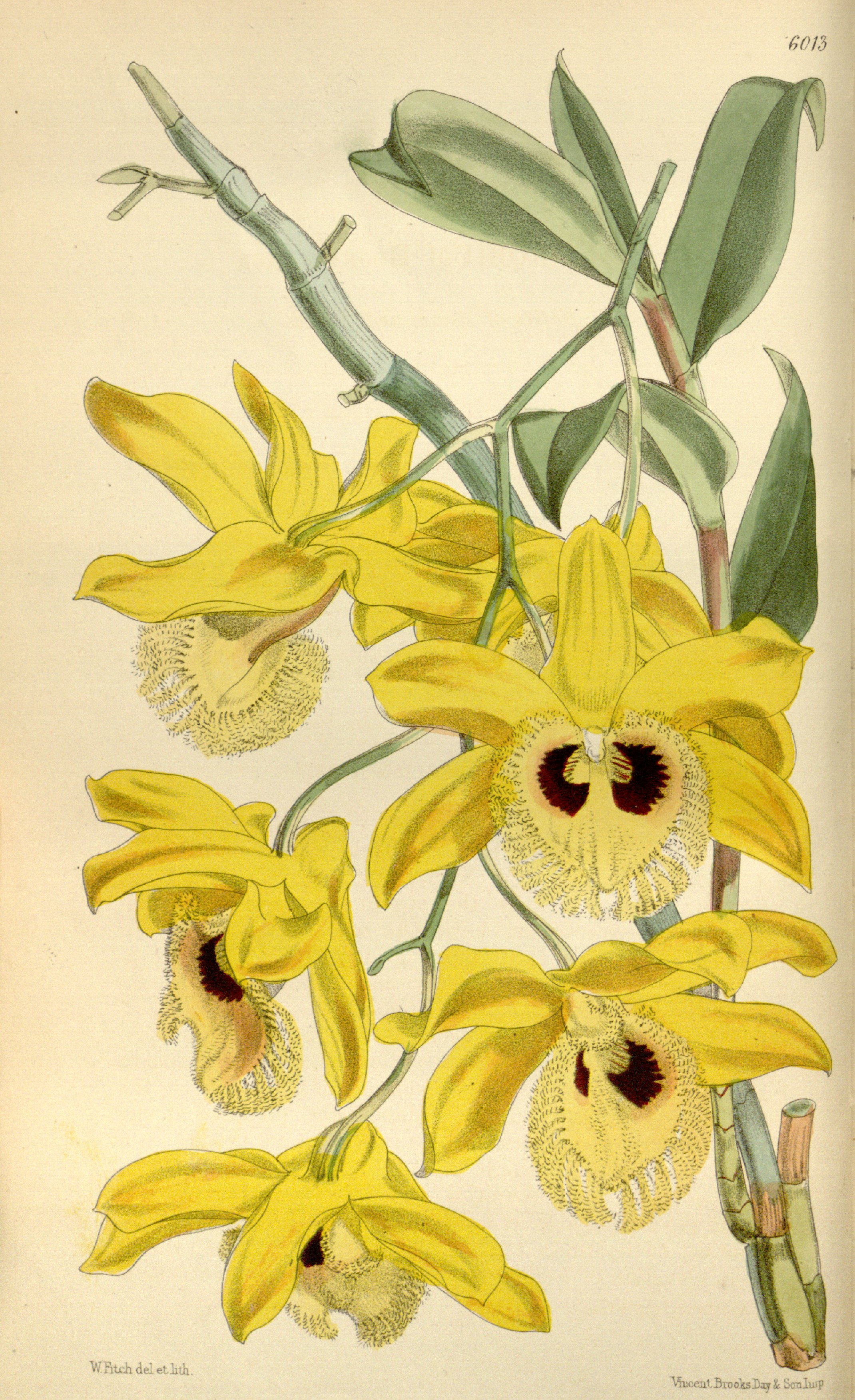
Dendrobium hookerianum Ботанична ілюстрація з книги Curtis's botanical magazine vol. 99 ser. 3 nr. 29 tab. 6013. 1873 р.

Листя Dendrobium amoenum використовують в китайській медицині для лікування захворювань шкіри, австралійські аборигени застосовують зелене листя Dendrobium aurantiacum у відварах і настоянках. У Китаї використовують Dendrobium candidum і Dendrobium chrysanthum як імунорегулюючий компонент фітосумішей. Тонізуючий ефект притаманний листю Dendrobium densiflorum, в Японії паста з листя Dendrobium fimbriatum накладається на шкіру в місцях переломів кісток. Настоянки і відвари листя Dendrobium loddigesii допомагають при гарячці та застосовуються при лікуванні деяких видів раку, сухі пагони Dendrobium moniliforme у формі відвару або настоянки популярні в Тайвані та Китаї як жарознижувальний, тонізуючий і знеболюючий засіб. Пагони Dendrobium nobile, застосовують при порушеннях роботи шлунково-кишкового тракту, як сечогінний засіб і при гарячках. Відомо про заспокійливий ефект відварів і настоянок з листя Dendrobium tosaense. Таким чином, відома висока біологічна активність препаратів на основі представників цього роду Орхідних, хоча антиоксидантні властивості екстрактів цих рослин практично не досліджені.

## Види
На даний момент описано 1000—1200 видів (див. список видів).

## Галерея

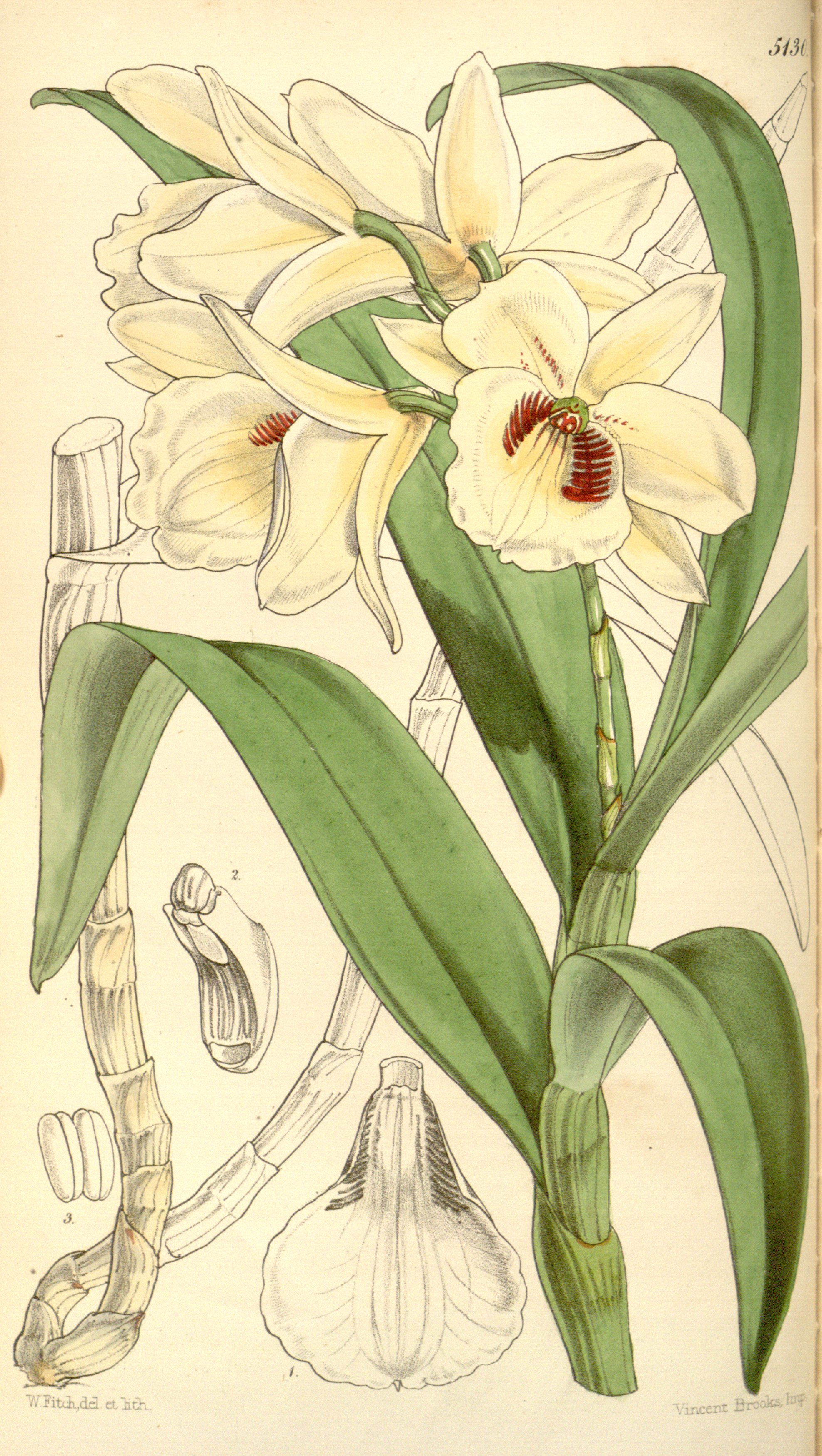
Dendrobium albosanguineum
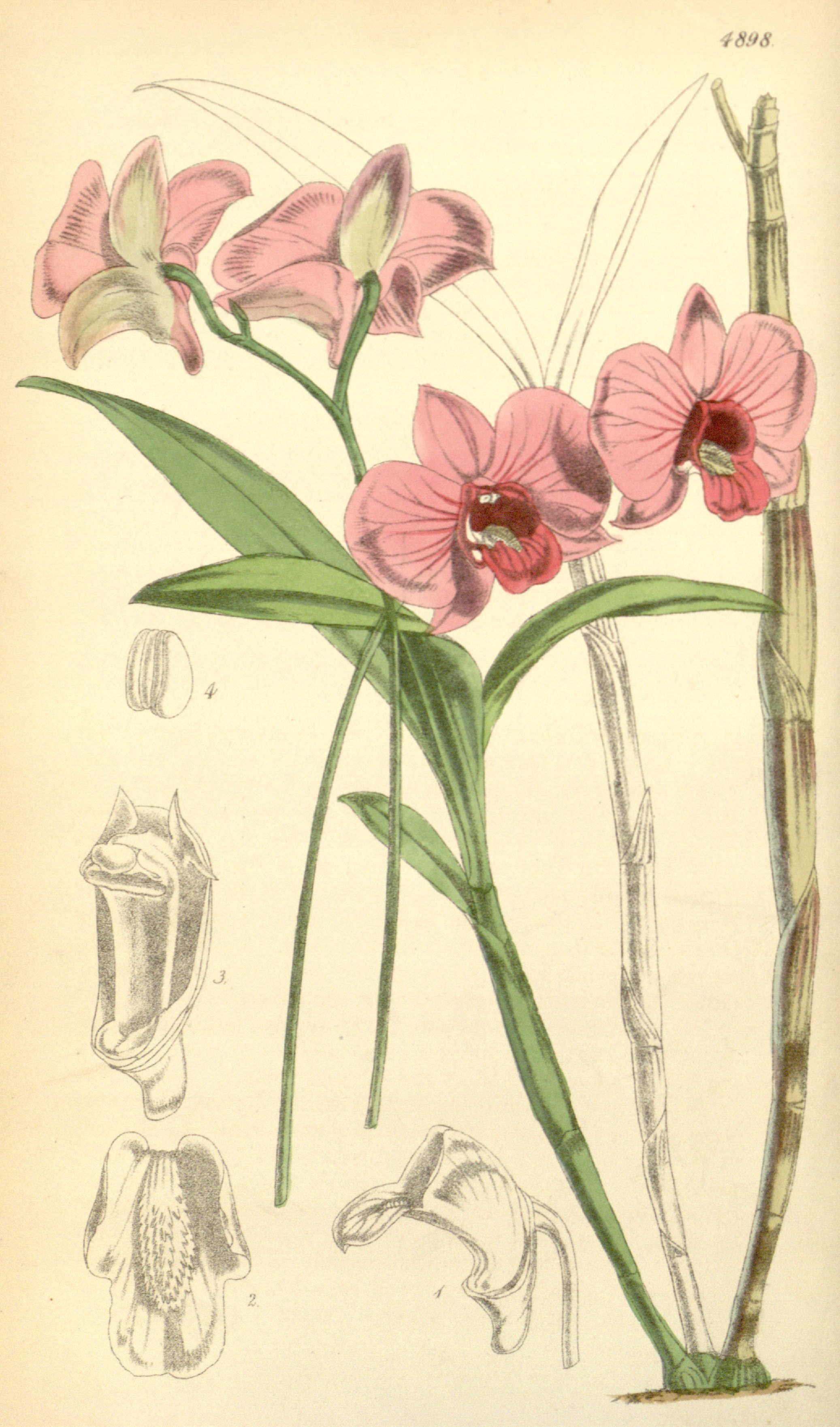
Dendrobium bigibbum
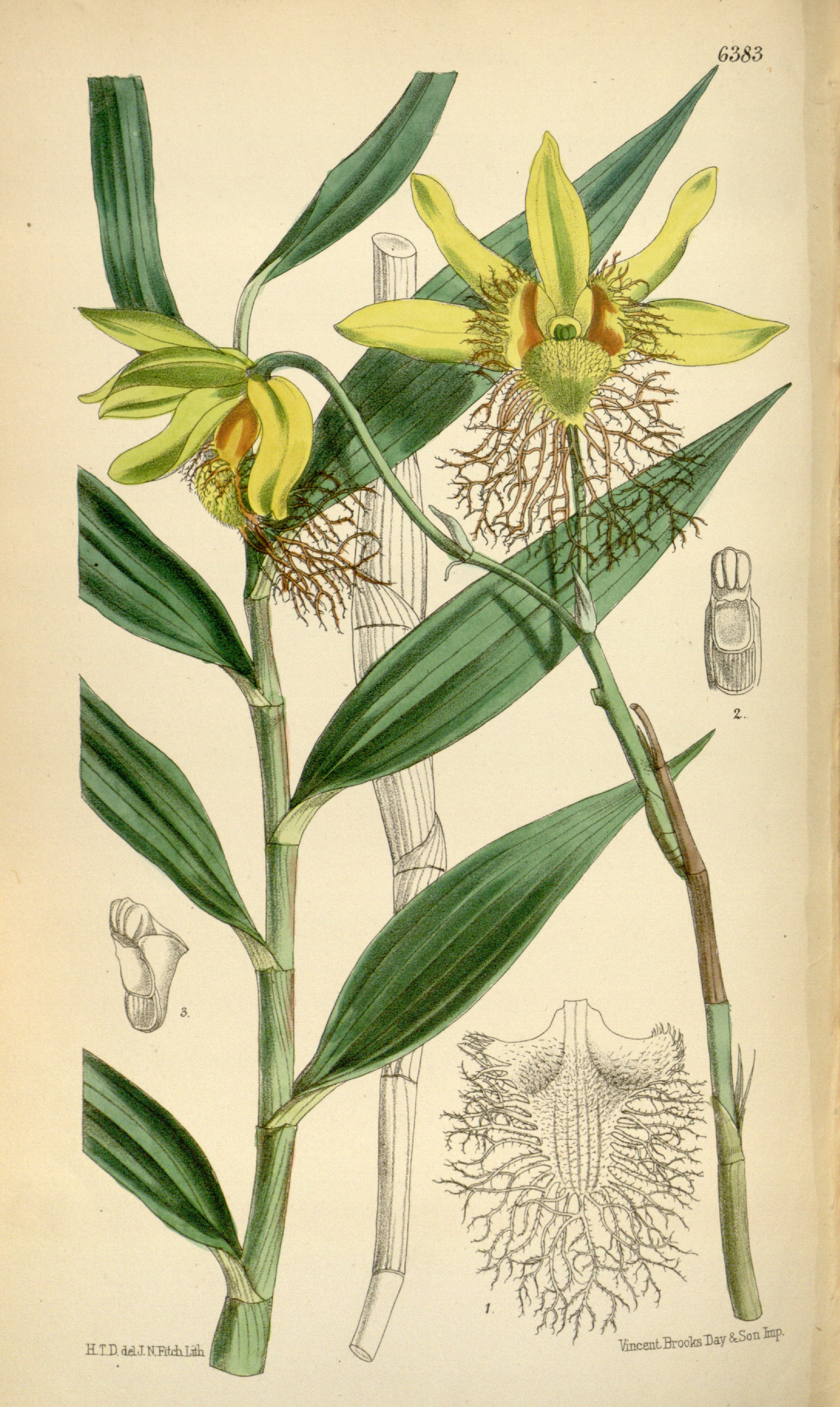
Dendrobium brymerianum
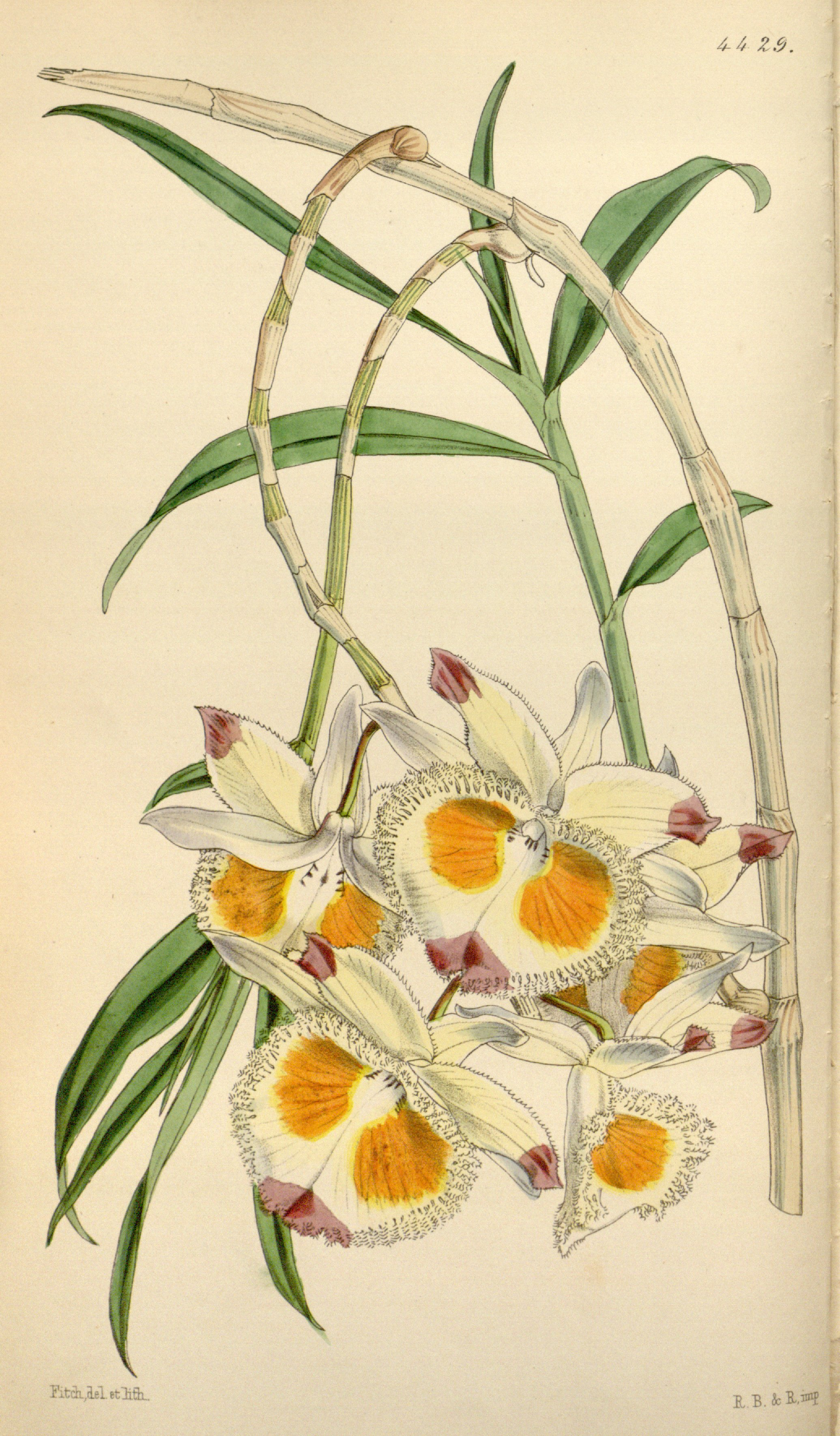
Dendrobium devonianum
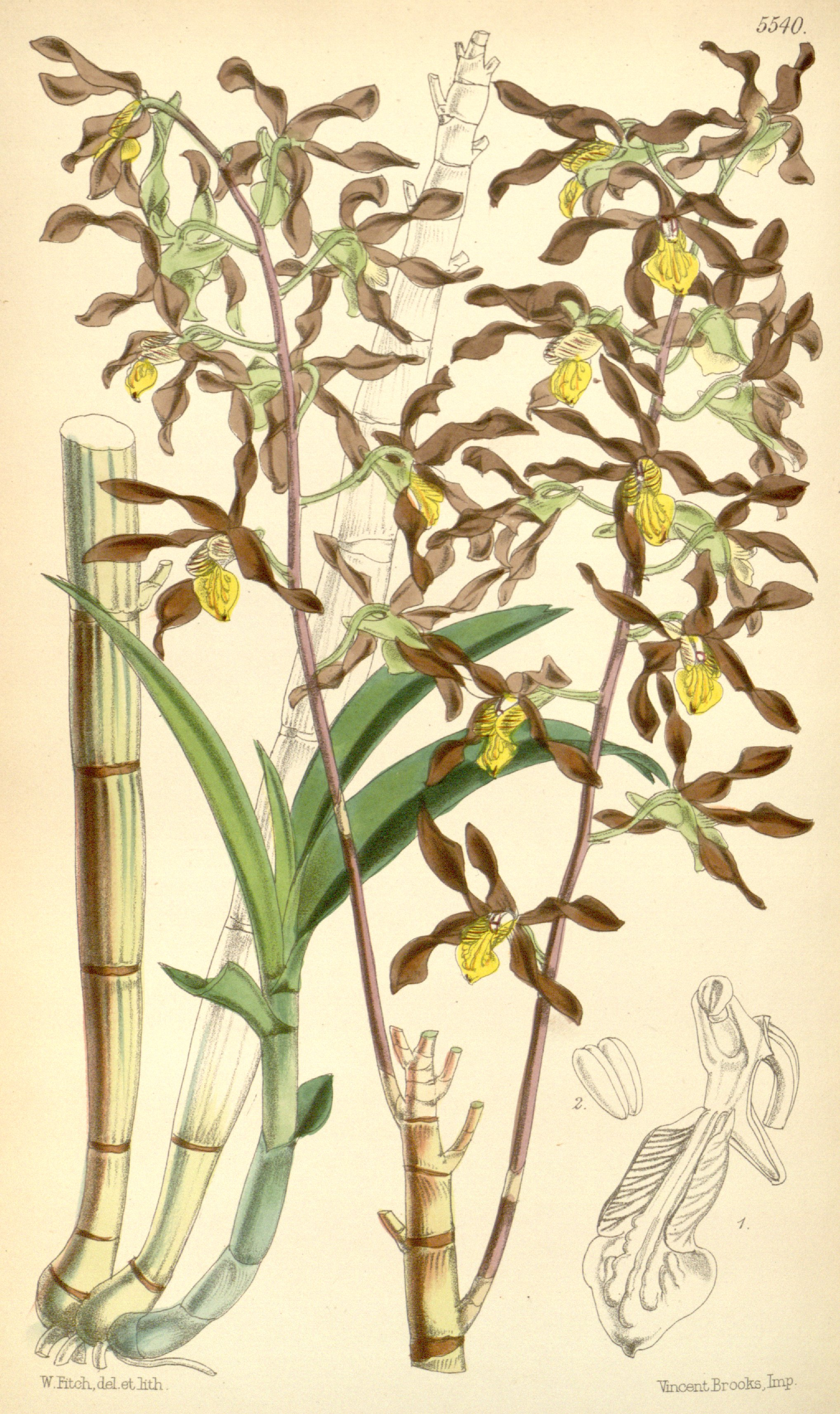
Dendrobium johannis
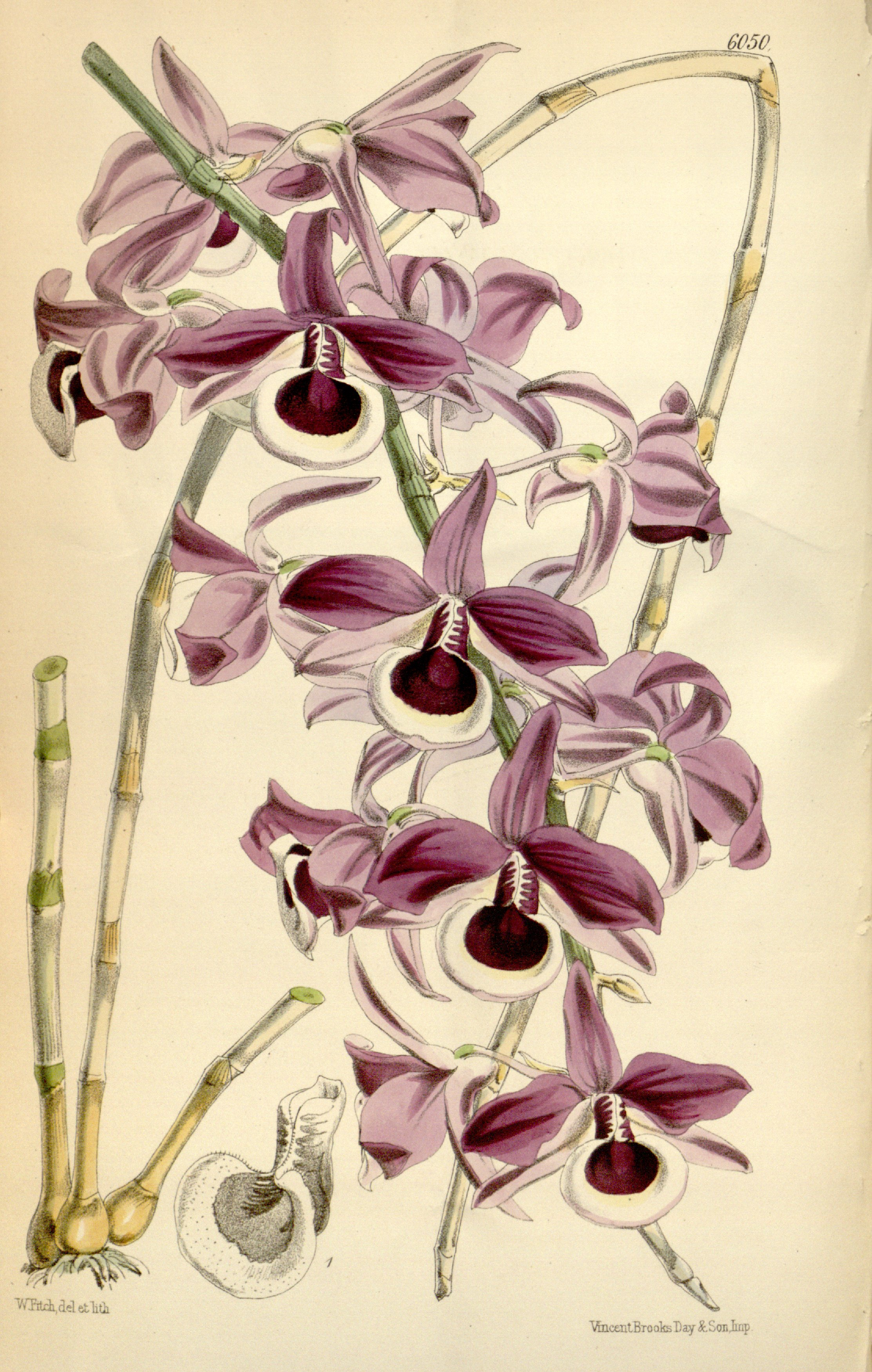
Dendrobium lituiflorum
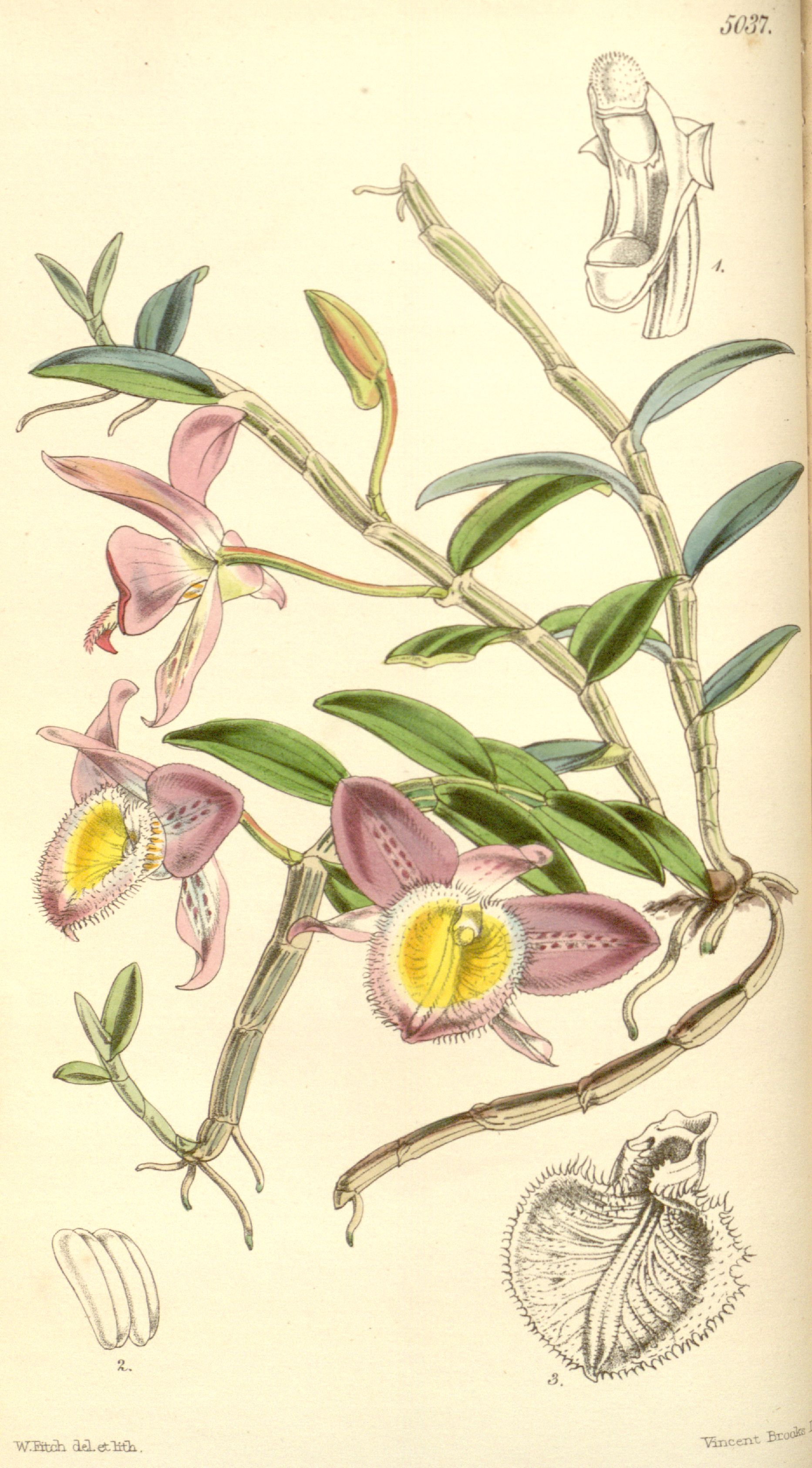
Dendrobium pulchellum